# اووه داسلر
اووه داسلر (آلمانی: Uwe Daßler؛ زادهٔ ۱۱ فوریهٔ ۱۹۶۷) شناگر اهل آلمان شرقی است.